# Lacour-d'Arcenay
Lacour-d'Arcenay is een gemeente in het Franse departement Côte-d'Or (regio Bourgogne-Franche-Comté) en telt 122 inwoners (2004). De plaats maakt deel uit van het arrondissement Montbard.

## Geografie
De oppervlakte van Lacour-d'Arcenay bedraagt 21,8 km², de bevolkingsdichtheid is 5,6 inwoners per km².
De onderstaande kaart toont de ligging van Lacour-d'Arcenay met de belangrijkste infrastructuur en aangrenzende gemeenten.

## Demografie
Onderstaande figuur toont het verloop van het inwonertal (bron: INSEE-tellingen).